# セシル・D・アンドラス
セシル・D・アンドラス（Cecil Dale Andrus 1931年8月25日 - 2017年8月24日）は、アメリカ合衆国の政治家。アイダホ州知事を内務長官職をはさみながら続けるなど、民主党の重鎮として知られた。

## 経歴
1931年、オレゴン州フッドリバーで生まれる。地元のオレゴン州立大学に通った後に中退、地元で働いていたが朝鮮戦争時にはアメリカ海軍に入った。1955年に退役後は製材業で働いた後、アイダホ州へ移り保険業界で働いた。
1961年、アイダホ州上院議員選挙に立候補して当選。その後、当選を重ねながら、1966年にアイダホ州知事選挙に立候補するも敗れる。1970年に州知事選挙に再挑戦して当選。1974年には再選を果たした。知事時代には全米知事会議の会長となり、ジョージア州知事であったジミー・カーターと知己を得る。この縁で、1977年に発足したカーター政権発足時にアメリカ合衆国内務長官に抜擢 され、1981年までを務めた。その後、1986年にアイダホ州知事選挙に再び立候補して当選、1990年の選挙でも再選された。同州知事の4選は最多記録となった。